# Irmgard Klingbeil
Irmgard Klingbeil (* 23. Mai 1935 in Seehausen/Altmark; † 1. Januar 2019 in Gütersloh) war eine deutsche Politikerin der CDU.

## Ausbildung und Beruf
Nach dem Ablegen des Abiturs 1955 belegte Irmgard Klingbeil von 1955 bis 1960 ein Studium der Zahnmedizin an den Universitäten Marburg/Lahn, München und Göttingen. Dieses schloss sie 1960 mit der Approbation ab. 1964 promovierte sie zum Dr. med. dent. Von 1961 bis 1962 war Klingbeil Assistentin in einer Zahnarztpraxis und ab 1963 war sie Hausfrau.

## Politik
Irmgard Klingbeil war ab 1977 Mitglied der CDU. Von 1986 bis 1994 war sie stellvertretende Kreisvorsitzende. Als Vorsitzende des CDU-Ortsverbandes Gütersloh fungierte sie von 1992 bis 1994. Von 1993 bis 1995 war sie Mitglied im CDU Landesvorstand NRW. Ab 1988 war sie Mitglied im Bezirksvorstand der CDU Ostwestfalen-Lippe. Ab 1980 war Klingbeil Mitglied des Kreistages Gütersloh und von 1988 bis 1994 war sie stellvertretende Landrätin.
Irmgard Klingbeil war vom 1. Juni 1995 bis zum 1. Juni 2000 Mitglied des 12. Landtags von Nordrhein-Westfalen, in den sie über die Landesliste einzog.